# Dayo Okeniyi
Dayo Okeniyi, född 14 juni 1988 i Lagos, är en nigeriansk-amerikansk skådespelare.
Okeniyi har bland annat medverkat i TV-serierna Dark Matter och Iwájú. Han har även medverkat i filmen Terminator: Genisys.

## Filmografi (i urval)
- 2015 – Terminator: Genisys
- 2024 – Iwájú (TV-serie)
- 2024 – Dark Matter (TV-serie)